# Pico Rivera
Pico Rivera és una ciutat dels Estats Units a l'estat de Califòrnia. Segons el cens del 2000 tenia 63.428 habitants.

## Demografia
Segons el cens del 2000, Pico Rivera tenia 63.428 habitants, 16.468 habitatges, i 13.866 famílies. La densitat de població era de 2.950,6 habitants/km².
Dels 16.468 habitatges en un 43,5% hi vivien nens de menys de 18 anys, en un 58,7% hi vivien parelles casades, en un 17,8% dones solteres, i en un 15,8% no eren unitats familiars. En el 12,8% dels habitatges hi vivien persones soles el 6,6% de les quals corresponia a persones de 65 anys o més que vivien soles. El nombre mitjà de persones vivint en cada habitatge era de 3,83 i el nombre mitjà de persones que vivien en cada família era de 4,12.
Per edats la població es repartia de la següent manera: un 31% tenia menys de 18 anys, un 10,5% entre 18 i 24, un 29,7% entre 25 i 44, un 17,8% de 45 a 60 i un 11% 65 anys o més.
L'edat mediana era de 31 anys. Per cada 100 dones de 18 o més anys hi havia 93,3 homes.
La renda mediana per habitatge era de 41.564 $ i la renda mediana per família de 45.422 $. Els homes tenien una renda mediana de 29.397 $ mentre que les dones 24.491 $. La renda per capita de la població era de 13.011 $. Entorn de l'11,6% de les famílies i el 12,6% de la població estaven per davall del llindar de pobresa.

## Poblacions més properes
El següent diagrama mostra les poblacions més properes.